# 代曼河
代曼河是烏拉圭的河流，位於該國西北部，屬於烏拉圭河的支流，流經薩爾托省和派桑杜省，河道全長210公里，面積3,183平方公里，河畔城鎮有薩爾托。